# Фрай, Вариан
Вариан Фрай (англ. Varian Fry; 15 октября 1907, Нью-Йорк, США — 13 сентября 1967, Реддинг, США) — американский журналист, который руководил в годы Второй мировой войны спасением беженцев из оккупированной немцами Франции.

## Деятельность во Франции
Вариан Фрай был направлен Комитетом по чрезвычайным ситуациям во Францию. Его задачей было добраться до Марселя и найти способ спасти беженцев. У него был список из двухсот интеллектуалов, имеющих право на получение визы, и сумма в 3000 долларов при себе. Приехав в Марсель в августе 1940 года, Фрай поселился в отеле «Сплендид» и начал отправлять письма людям из своего списка. Слухи о его прибытии распространились, и сотни людей пришли просить его о помощи.
Вскоре он обнаружил, что американское консульство не собирается помогать ему переправлять людей в США и что ему придется работать самостоятельно. Столкнувшись с тяжелым положением беженцев, Фрай начал искать способы вывозить контрабандой тех беженцев, которым грозила непосредственная опасность. Очереди беженцев перед его гостиничным номером были настолько длинными, что он снял офис и нанял сотрудников, чтобы помочь ему в процессе классификации. Они основали Американский спасательный центр (Centre Americain de Secours) и начали каждый день опрашивать 60-70 человек.
Когда двести американских виз закончились, офис Фрая пытался добиться получения виз в другие страны. Для подделки документов был привлечен бывший венский карикатурист. Некоторые беженцы были нелегально переправлены на французских военных кораблях в Северную Африку, под видом демобилизованных солдат. Другие беженцы были вывезены из Франции по суше. Фрай дважды пытался обратиться к госсекретарю США Корделлу Халлу. Оба его письма остались без ответа.
Созданная им подпольная сеть в Марселе помогла спасти около 2 000 евреев и антифашистов. Среди спасённых им были такие известные люди, как Жак Адамар, Ханна Арендт, Ханс Арп, Ханс Беллмер, Виктор Браунер, Андре Бретон, Франц Верфель, Вольс, Курт Вольф, Эмиль Юлиус Гумбель, Оскар Домингес, Марсель Дюшан, Анна Зегерс, Конрад Гейден, Пауль Фрёлих, Рози Вольфштейн, Артур Кёстлер, Зигфрид Кракауэр, Вифредо Лам, Ванда Ландовска, Клод Леви-Стросс, Жак Липшиц, Альма Малер-Верфель, Генрих Манн, Голо Манн, Альберто Маньелли, Валериу Марку, Богуслав Мартину, Андре Массон, Роберто Матта, Отто Мейергоф, Вальтер Меринг, Борис Миркин-Гецевич, Макс Офюльс, Бенжамен Пере, Альфред Польгар, Дениз Ресту, Виктор Серж, Софи Тойбер-Арп, Лион Фейхтвангер, Марк Шагал, Фердинанд Шпрингер, Макс Эрнст и многие другие.
Его группа переводила людей через Пиренеи в Испании (ведущей проводницей была Лиза Фиттко), либо во французские колонии. Финансовую сторону взяла на себя Мэри Джейн Голд.
В 1941 году его арестовала французская (вишистская) полиция, и он был депортирован в США.

## После возвращения в США
После вынужденного возвращения в США Вариан Фрай попал под наблюдение ФБР. Всю оставшуюся жизнь его избегали бывшие коллеги и друзья. До своей смерти в 1967 году в он зарабатывал на жизнь учителем латыни в школе для мальчиков. Незадолго до смерти французское правительство наградило его кавалером Ордена Почётного легиона.
В 1995 году посмертно награждён (одним из первых американских граждан), вместе с Раулем Валленбергом и Оскаром Шиндлером, медалью Праведника мира.

## Образ Вариана Фрая в кино
В 2001 году снят фильм Список Вариана «Varian’s War», где Вариана Фрая сыграл Уильям Херт (William Hurt). В фильме также снимались Джулия Ормонд (Julia Ormond) и Мэтт Крейвен.
В 2023 году на Netflix вышел сериал «Трансатлантик», с актёром Кори Майклом Смитом в роли Фрая.

## Cм. также
- Праведники народов мира в Америке